# Linka M3 (metro v Bukurešti)
M3 je linka metra v rumunské Bukurešti. Má 15 stanic a měří 22,2 km.

## Historie

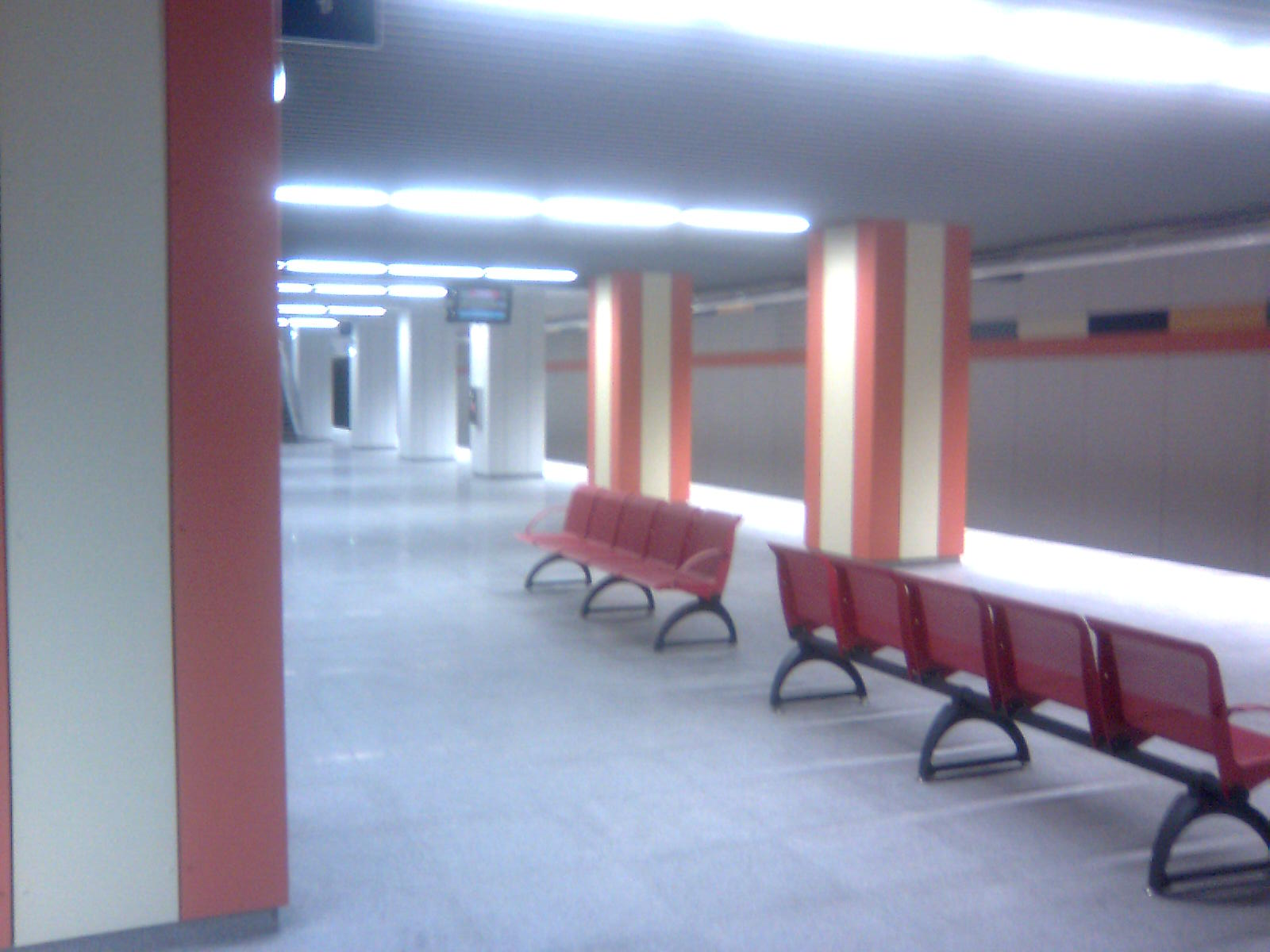
Stanice Nicoale Teclu

Nejstarší část linky M3 tvoří 4 stanice mezi stanicemi Eroilor a Timpuri Noi, zprovozněné roku 1979, ovšem jde o část společného vedení s linkou M1. Výstavba první samostatné části třetí linky bukurešťského metra probíhala v osmdesátých letech minulého století. První samostatný úsek (Eroilor–Preciziei) byl otevřen 24. ledna 1986 a měl 6 stanic. Linka byla rozšiřována až do roku 2008 do současné podoby.
V současnosti není další rozšiřování linky v plánu. V průběhu let byly tři stanice přejmenovány:
| Stanice        | Předchozí jméno  | V letech  |
| -------------- | ---------------- | --------- |
| Preciziei      | Industriilor     | 1983–2009 |
| Lujerului      | Armata Poporului | 1983–2009 |
| Nicolae Teclu  | Policolor        | 2008–2009 |
| Anghel Saligny | Linia de Centură | 2008–2009 |

## Seznam stanic
- Preciziei
- Păcii
- Gorjului
- Lujerului
- Politehnica
- Eroilor
- Izvor
- Piața Unirii
- Timpuri Noi
- Mihai Bravu
- Dristor
- Nicolae Grigorescu
- 1 Decembrie 1918
- Nicolae Teclu
- Anghel Saligny